# L'Arrivée des Hongrois
L'Arrivée des Hongrois est un tableau peint par Árpád Feszty en 1894. Il mesure 15 m de haut sur 120 m de large. Il est conservé à Ópusztaszer. C'est un cyclorama.
Cette peinture historique représente l'arrivée du peuple magyar dans la plaine de Pannonie, en l'an 895.

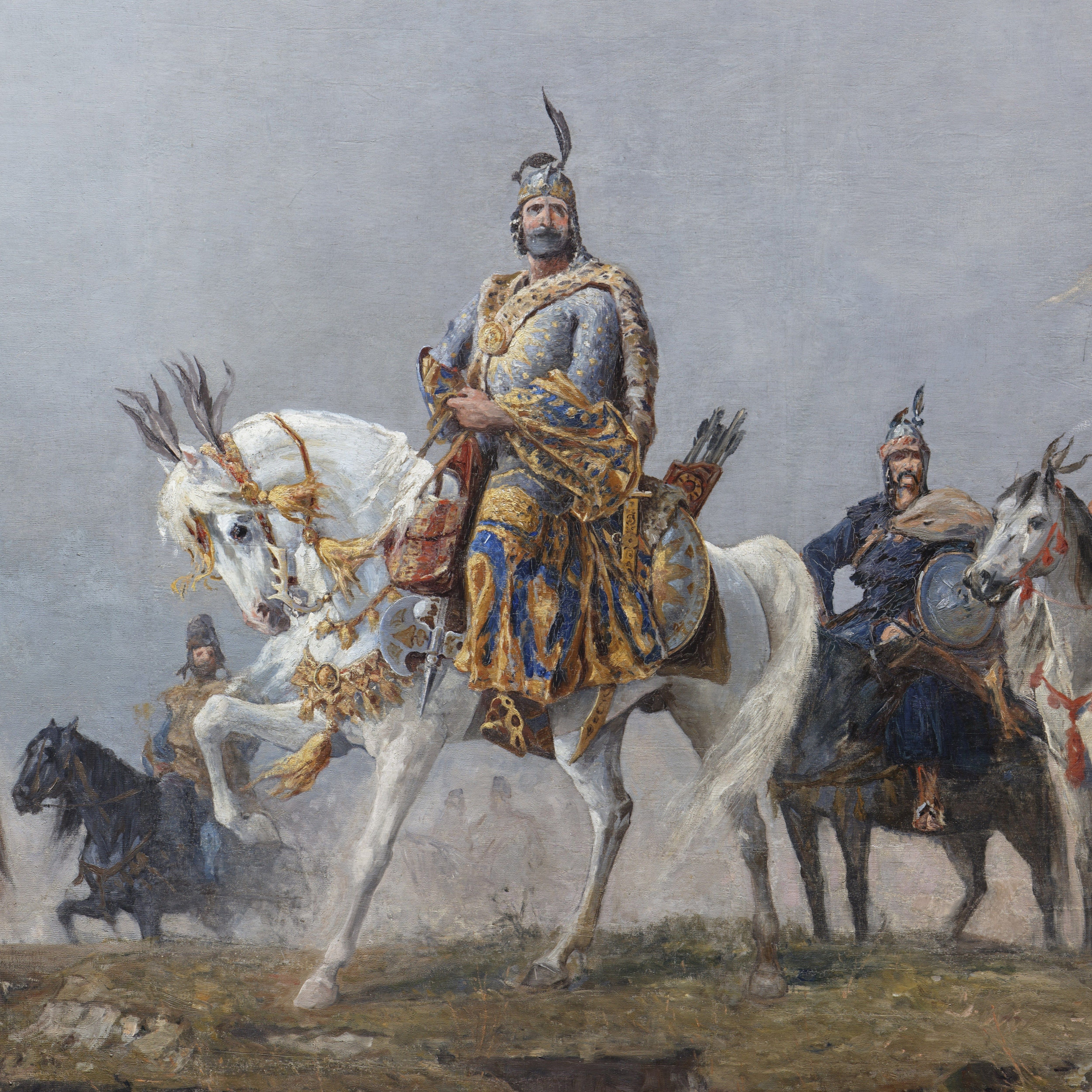
Árpád
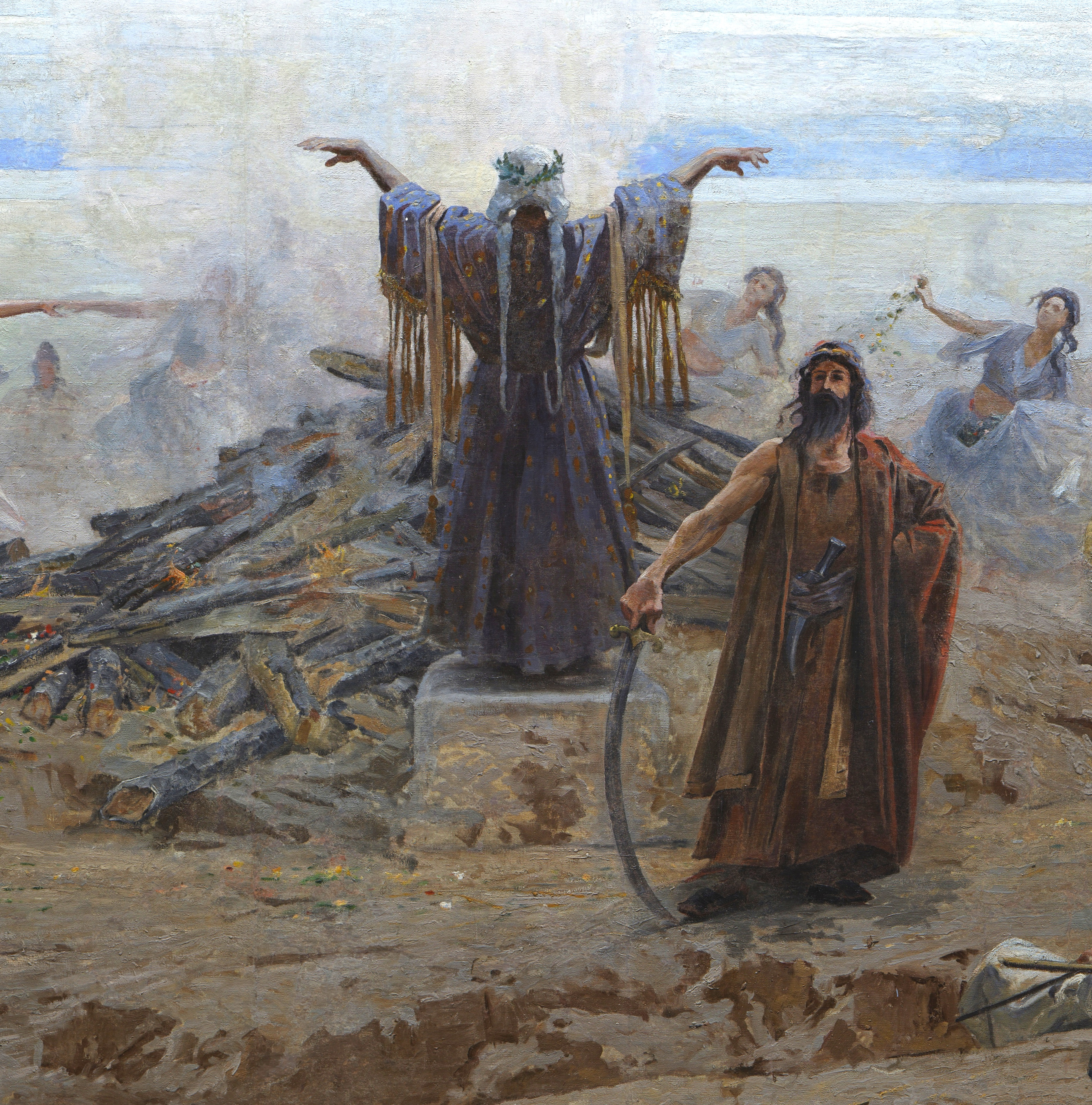
Le táltos (chamane)
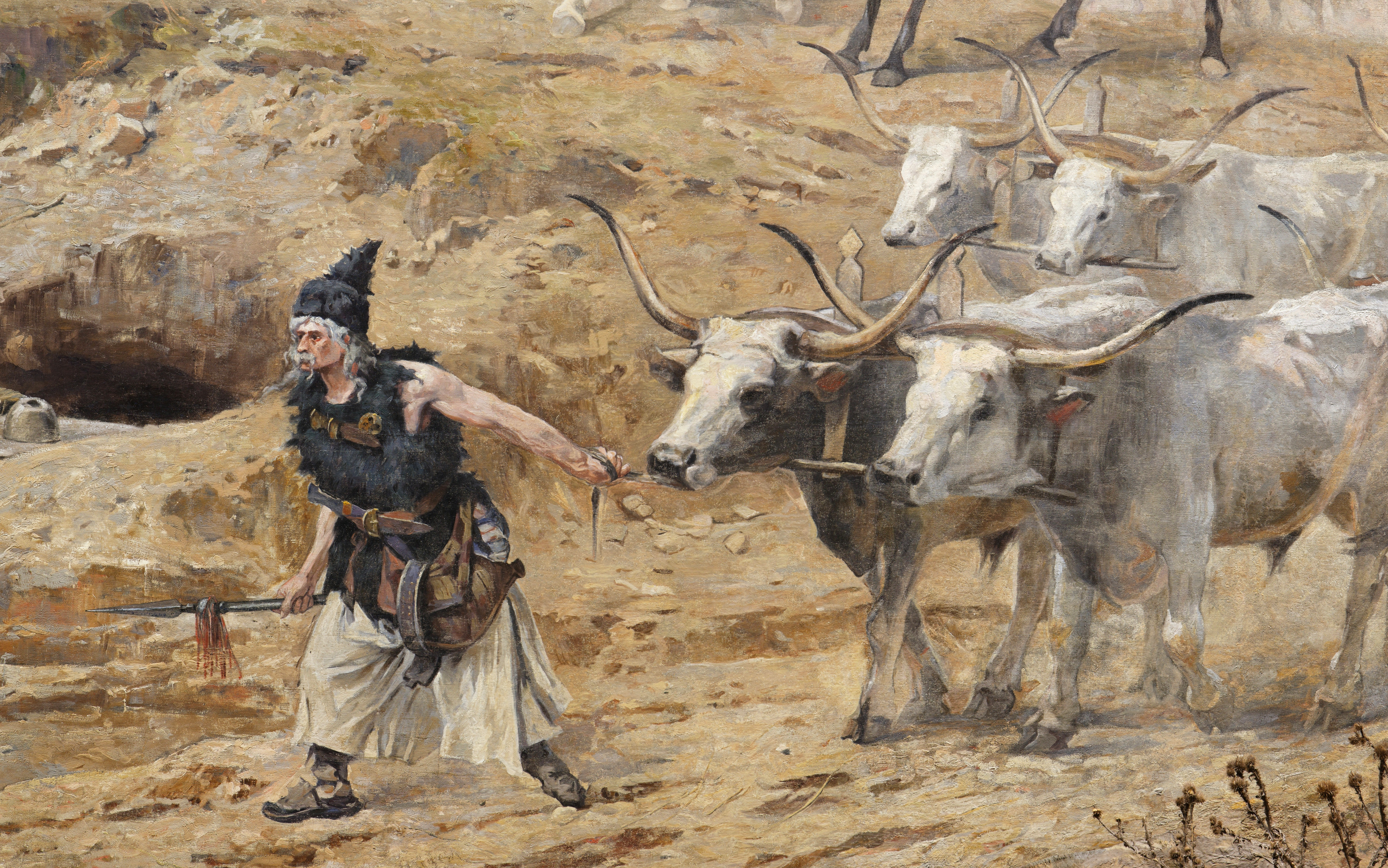
Bœufs gris hongrois